# Jovan Dučić
Jovan Dučić (Trebinje, 1871. február 17. – Gary, Indiana, USA, 1943. április 7.) szerb költő, író, esszéíró és diplomata. 

## Pályafutása
Svájcban, a genfi egyetem filozófia-társadalomtudományi karán tanult, Párizsban is sokszor megfordult. A Zora című Mostarban megjelent folyóirat egyik alapító tagja volt, és szerkesztette is a lapot 1896 és 1899 között. 1907-től szerb külügyi szolgálatba lépett. Később Jugoszlávia egyiptomi, majd budapesti követe volt az 1930-as években. 1924-ben a Szerb Tudományos Akadémia tagja lett, 1940-ben a Román Akadémia külföldi tiszteleti tagjává választották, 1941-ben kivándorolt az Amerikai Egyesült Államokba.
Első kötetét Pjesme (Versek, Mostar, 1901) erősen Puskin hatása alatt írta. Később a francia modern írók hatása alatt szimbolista költeményeket írt. Értékesek prózai művei: Plave legende (Kék legendák), a szimbolikus költemények prózában, Pismo iz Ženeve (Levél Genfből, Belgrád, 1908), Pismo s Jonskog Mora (Levél a Jón tenger mellől, Belgrád, 1911) s néhány írói portréja. 1929-ben jelentek meg összes művei öt kötetben. Hazájában őt tekintik a l'art pour l'art irány legkiválóbb képviselőjének. Magyarul megjelent tőle az Álmok városa (útleírások). 

## Egyéb jelentős művei
- Pjesme ('Versek', 1901)
- Pesme ('Versek', 1908)
- Grof Sava Vladislavić — Jedan Srbin diplomata na dvoru Petra Velikog i Katerine I. ('Sava Vladislavic gróf — egy szerb diplomata Nagy Péter és I. Katalin udvarában', 1942)
- Lirika ('Verseskönyv', 1943)